# Duncan Bezzina
Duncan Bezzina (* 30. Dezember 1980) ist ein maltesischer Snookerspieler. Der vierfache maltesische Meister gilt als einer der führenden Spieler des Inselstaates, und spielt gelegentlich auch English Billiards.

## Karriere
Zunächst spielte Bezzina in einem Club aus Żejtun, später wechselte er zu einem Verein aus Ħamrun. Seit 1997 nahm er regelmäßig an internationalen Juniorenturnieren teil und das durchaus mit einigem Erfolg. So erreichte er unter anderem das Viertelfinale der U19-Europameisterschaft 1999. Ab 2001 entwickelte er sich sukzessive zu einem der führenden maltesischen Spieler, wobei er 2003 bereits nationaler Vize-Meister wurde. Von daher erhielt er für den professionellen Malta Cup 2005 auch eine Wildcard, er verlor aber sein Auftaktspiel gegen den Australier Neil Robertson. International gelangen ihm auch darüber hinaus zunächst kaum Achtungserfolge, lediglich eine Hauptrundenteilnahme bei der Europameisterschaft 2004 war zumindest ein Anfang. Besser klappte es im Team, als er 2004 die EBSA European Team Championship gewann. 2009 konnte Bezzina einen zweiten Snooker-Vize-Meistertitel auf Malta gewinnen, ehe 2010 der ersehnte Meistertitel folgte. Fast gleichzeitig erreichte er nach mehreren Teilnahmen mit früheren Niederlagen erstmals das Endspiel der maltesischen Meisterschaft im English Billiards, unterlag aber Seriensieger Joe Grech.
Noch im selben Jahr erreichte er das Achtelfinale der Amateurweltmeisterschaft und das Halbfinale der EBSA International Play-Off, womit er eine Qualifikation für die Profitour nur knapp verpasste. In den nächsten Jahren war Bezzina Dauergast im Finale der maltesischen Meisterschaft: 2012, 2014 und 2015 verlor er jeweils das Endspiel gegen Alex Borg, lediglich 2013 konnte er Borg besiegen. Währenddessen gelang ihm bei der Europameisterschaft 2013 eine Viertelfinalteilnahme. Zusammen mit Borg gewann Bezzina 2014 auch die EBSA European Team Championship. Darüber hinaus nahmen die beiden auch zusammen für Malta am World Cup 2017 teil. 2017 und 2019 konnte Bezzina zwei weitere Male die maltesische Meisterschaft gewinnen. International blieben die meisten seiner Ergebnisse aber eher mittelmäßig, auch wenn er mit Achtelfinalteilnahmen bei der Europameisterschaft 2018 und der WSF Championship 2018 Achtungserfolge erzielen konnte, ebenso mit einer Hauptrundenteilnahme beim Paul Hunter Classic 2018.
Derweil konnte Bezzina 2019 zum dritten Mal die europäische Team-EM für Malta mit Alex Borg als Teampartner gewinnen, 2021 wurde er mit Philip Ciantar Vize-Team-Europameister der Ü40. Obgleich er im selben Jahr mit einer Viertelfinalniederlage bei der maltesischen Meisterschaft zunächst ein eher enttäuschendes Ergebnis verbucht hatte, erreichte er später immerhin auch bei der Ü40-Europameisterschaft im Einzel das Viertelfinale. Anfang 2022 wurde er nach einer Finalniederlage gegen Brian Cini maltesischer Vize-Meister. 2022 konnte er zudem das Halbfinale der Ü40-Europameisterschaft erreichen.

## Erfolge (Auswahl)
| Ausgang         | Jahr | Turnier                                     | Finalgegner    | Ergebnis |
| --------------- | ---- | ------------------------------------------- | -------------- | -------- |
| Amateurturniere |      |                                             |                |          |
| Zweiter         | 2003 | Maltesische Snooker-Meisterschaft           | Alex Borg      | 2:8      |
| Zweiter         | 2009 | Maltesische Snooker-Meisterschaft           | Alex Borg      | 2:7      |
| Sieger          | 2010 | Maltesische Snooker-Meisterschaft           | Alex Borg      | 7:2      |
| Zweiter         | 2010 | Maltesische English-Billiards-Meisterschaft | Joe Grech      | 558:1075 |
| Zweiter         | 2012 | Maltesische Snooker-Meisterschaft           | Alex Borg      | 4:7      |
| Sieger          | 2013 | Maltesische Snooker-Meisterschaft           | Alex Borg      | 6:1      |
| Zweiter         | 2014 | Maltesische Snooker-Meisterschaft           | Alex Borg      | 4:6      |
| Zweiter         | 2015 | Maltesische Snooker-Meisterschaft           | Alex Borg      | 5:6      |
| Sieger          | 2017 | Maltesische Snooker-Meisterschaft           | Aaron Busuttil | 6:4      |
| Sieger          | 2019 | Maltesische Snooker-Meisterschaft           | Aaron Busuttil | 6:4      |
| Zweiter         | 2022 | Maltesische Snooker-Meisterschaft           | Brian Cini     | 5:6      |